# Garaeus papuensis
Garaeus papuensis là một loài bướm đêm trong họ Geometridae.